# Рош, Жан-Мари
Жан-Мари Рош (англ. Jean-Marie Rausch, 24 сентября 1929 года, Саргемин, Франция — 5 января 2024 года, Мец, Франция) — французский предприниматель и политик, с 1971 по 2008 год мэр Меца, министр внешней торговли Франции с 1988 по 1991 год в президентство Франсуа Миттерана. Кавалер ордена Почётного легиона (2002).

## Биография
Рош родился в Саргемине 24 сентября 1929 года. В семье Виктора Роша (1902—1992) и Клэр Хессеман (1907—1963). Рош-старший был директором мельницы во Фрауенберге в Лотарингии близ Саргемина, которую он унаследовал от своего отца Жана Роша и которую он восстановил в Вуаппи близ Меца после её разрушения в 1944 году в ходе Второй мировой войны.
После обучения во Французской школе фрезерования в Париже Жан-Мари Рош начал свою профессиональную деятельность в качестве сотрудника в конструкторском бюро SOCAM в Париже. Отработав три года (1951—1953), будучи дипломированным специалистом, он возглавил семейный бизнес и управлял им в течение 23 лет. Он также принимал активное участие в работе различных профессиональных организаций и бизнес-ассоциаций и выступал за внедрение информационных технологий в 1970-х и 1980-х годах.
В 1971 году Рош стал мэром Меца. В свои 42 года он был самым молодым мэром крупного города Франции. Впоследствии переизбирался на эту должность пять раз (переизбирался в 1977, 1983, 1989, 1995 и 2001 годах). Под его руководством город развивался в экономическом, экологическом и культурном плане, так, был основан Европейский институт экологии, созданы многочисленные зеленые зоны и зоны, свободные от автомобилей, построены концертный зал «Арсенал», Центр Помпиду-Мец и Технополь.
В ходе своей политической карьеры Рош, помимо должности мэра, занимал различные региональные и государственные должности. Он был председателем Регионального совета Лотарингии, сенатором и несколько раз министром при президенте Миттеране: 1988—1991 в правительстве Мишеля Рокара — министром внешней торговли, 1991—1992 в правительстве Эдит Крессон — министром почт и телекоммуникаций, 1992 в правительстве Пьера Береговуа — министром торговли и ремёсел.
В 2002 году он стал кавалером ордена Почётного легиона.
Умер 5 января 2024 года в возрасте 94 лет. Похороны состоялись 10 января 2024 года, в порядке исключения он был похоронен в соборе Святого Стефана в Меце, согласно распоряжению епископа Филиппа Балло, желавшего выразить таким образом признание заслуг Жана-Мари Роша перед городом.
В 1950 году Жан-Мари Рош женился на Клэр Тузе, в браке родилось двое детей: Пьер и Филипп. Овдовев, в 1980 году он снова женился на Бернадетт Хейвен, которая умерла 22 ноября 2023 года.

## Память
23 февраля 2024 года построенный в мэрство Роша зал «Арсенала» был переименован в его честь в «Арсенал-Жан-Мари-Рош». Это решение было единогласно принято муниципальным советом. 
19 декабря того же года городской совет Меца принял решение переименовать площадь префектуры в «площадь Жана-Мари Роша».